# Walter Vidarte
Walter Vidarte (Montevideo, 18 de julio de 1931 - Madrid, 29 de octubre de 2011) fue un actor y director de teatro, cine y televisión uruguayo de amplia actuación en Argentina y posteriormente en España, donde se exilió en 1974.

## Biografía
Estudió en la Escuela de Arte Dramático de Montevideo, dirigida entonces por la legendaria actriz española Margarita Xirgu.
Formó parte de la prestigiosa Comedia Nacional Uruguaya.
Desde 1958 actuó en teatro y televisión en Argentina, recordándoselo en cine en la versión fílmica del cuento de Jorge Luis Borges Hombre de la esquina rosada y Alias Gardelito y en televisión en Doña Disparate y Bambuco de María Elena Walsh junto a Perla Santalla.
Desarrolló su carrera sobre todo en Argentina, donde se trasladó en 1958 y en España, país al que llegó exiliado en 1974 después de haber dirigido la obra teatral Juan Palmieri de Antonio Larreta, por la que simultáneamente obtuvo el Premio Moliere y fue amenazado de muerte por la Triple A. Estos acontecimientos llevaron a Vidarte a exiliarse y desarrollar el resto de su carrera en España.
En 2006 fue nominado al Premio Goya como mejor actor revelación. Esta decisión de la Academia de las Artes y las Ciencias Cinematográficas de España fue muy criticada debido a que, para ese entonces, Vidarte ya era un actor consagrado, de amplia experiencia y conocido del público español.
Falleció el 29 de octubre de 2011 a los 80 años de edad en una clínica de Madrid a raíz de un cáncer de páncreas. Sus restos fueron incinerados en el Cementerio de la Almudena.

## Trayectoria (selección)

### Filmografía
en Argentina
- 1958 Procesado 1040, de Rubén W. Cavallotti…El Zorrito
- 1959 Gringalet…Carmelo Maciel
- 1960 Luna Park
- 1960 La patota …Benegas
- 1961 El romance de un gaucho
- 1961 Alias Gardelito, de Lautaro Murúa…Picayo
- 1961 Tres veces Ana, de David José Kohon.
- 1962 Hombre de la esquina rosada, de René Mugica…El Oriental
- 1962 Los venerables todos, de Manuel Antin.
- 1964 Circe, de Manuel Antin.
- 1964 Los evadidos, de Enrique Carreras… Florencio Sartori
- 1965 Orden de matar …Nacho
- 1965 Los hipócritas …Toño
- 1965 Nadie oyó gritar a Cecilio Fuentes …El mochila
- 1966 Vivir es formidable
- 1966 Una máscara para Ana
- 1968 Martín Fierro, de Leopoldo Torre Nilsson.
- 1969 Quiero llenarme de ti, de Emilio Vieyra.
- 1969 El dependiente, de Leonardo Favio.
- 1971 Y que patatín...y que patatán de Mario Sabato.
- 1971 Santos Vega de Carlos Borcosque (hijo).
- 1971 El habilitado
- 1973 Operación Masacre, de Jorge Cedrón….Juan Carlos
- 1974 La tregua de Sergio Renán.
- 1974 Quebracho …Isfraín
- 1974 Los golpes bajos

en España
- 1978 Tobi, de Antonio Mercero (1978).
- 1978 Las truchas, de José Luis García Sánchez.
- 1981 ¡Tú estás loco, Briones!, de Javier Maqua.
- 1981 Cuentos para una escapada, de Jaime Chávarri.
- 1983 1919: Crónica del alba 2ª parte, de Antonio Betancor.
- 1983 La conquista de Albania, de Alfonso Ungría.
- 1984 Akelarre, de Pedro Olea.
- 1987 El amor de ahora, de Ernesto del Río.
- 1991 La taberna fantástica, de Julián Marcos.
- 1991 Chatarra, de Félix Rotaeta.
- 1993 ¡Dispara!, de Carlos Saura.
- 1993 Mi hermano del alma, de Mariano Barroso.
- 1995 Antártida, de Manuel Huerga.
- 1998 El pianista, de Mario Gas.
- 2000 Lo mejor de cada casa (una semana en el parque), de Toni Abad.
- 2006 La noche de los girasoles, de Jorge Sánchez-Cabezudo.

### Teatro (España)
- 1974 Las cítaras colgadas de los árboles, de Antonio Gala
- 1976 Hablemos a calzón quitado, de Guillermo Gentile
- 1980 La dama de Alejandría, de Pedro Calderón de la Barca.
- 1987 El público, de Federico García Lorca, dirigida por Lluís Pasqual.
- 1988 Julio César, de Shakespeare, dirigida por Lluís Pasqual.
- 1995 Martes de carnaval, de Ramón María del Valle-Inclán, dirigida por Mario Gas.
- 1997-1998 Luces de bohemia, de Valle-Inclán, dirigida por José Tamayo.
- 2000 Los vivos y los muertos, de Ignacio García May, dirigida por Eduardo Vasco.
- 2001 El huésped se divierte, de Joe Orton, dirigida por Eduardo Vasco
- 2001 Sigue la tormenta
- 2005 Roberto Zucco, de Bernard Marie Koltes, dirigida por Lluís Pasqual.
- 2006 Barcelona, mapa de sombras, dirigida por Laila Ripoll.
- 2007 Un enemigo del pueblo, de Henrik Ibsen, dirigida por Gerardo Vera.

### Televisión
- 1977 La Gioconda está triste, de Antonio Mercero.
- 1980 Cervantes, de Alfonso Ungría.
- 1982 Los gozos y las sombras, de Rafael Moreno Alba.
- 1982 Juanita, la Larga, de Eugenio Martín.
- 1986 Tristeza de amor, de Eduardo Mallorquí.
- 1989 Delirios de amor (Soleá), de Félix Rotaeta.
- 1989 Miguel Servet, la sangre y la ceniza.
- 1999 Pepe Carvalho.
- 2003 Cuéntame cómo pasó, de Don Mauro, quien en manos del ejército nacional asesinó a Eusebio Alcántara.[4]

## Premios y candidaturas
Premios Cóndor de Plata
| Año  | Categoría                | Película       | Resultado |
| ---- | ------------------------ | -------------- | --------- |
| 1970 | Mejor actor protagonista | El dependiente | Ganador   |

Premios Goya
| Año  | Categoría              | Película                  | Resultado |
| ---- | ---------------------- | ------------------------- | --------- |
| 2006 | Mejor actor revelación | La noche de los girasoles | Candidato |

Unión de Actores
| Año  | Categoría                        | Montaje               | Resultado |
| ---- | -------------------------------- | --------------------- | --------- |
| 2007 | Mejor actor secundario de teatro | Un enemigo del pueblo | Candidato |

- Premio Molière 1973, mejor director por Juan Palmieri.